# خلنج أسطواني
خلنج أسطواني (الاسم العلمي:Erica cylindrica) هو نوع من النباتات يتبع جنس الخلنج من الفصيلة الخلنجية.